# Nihonogomphus minor
Nihonogomphus minor là loài chuồn chuồn trong họ Gomphidae. Loài này được Doi mô tả khoa học đầu tiên năm 1943.